# Ivan Perić
Ivan Perić oder auch Ivan Perich (* 5. Mai 1982 in Priština) ist ein kasachisch-serbischer ehemaliger Fußballspieler.

## Karriere
Ivan Perić spielte in der Saison 2006/07 beim ukrainischen Verein Arsenal Kiew, von wo er 2008 zu Schachtjor Qaraghandy für zwei Spielzeiten wechselte. 2010 wurde er vom kasachischen Verein Schetissu Taldyqorghan verpflichtet und wechselte im Laufe der Saison zum Ligarivalen FK Aqtöbe.
Im Februar 2014 wechselte er in die türkische TFF 1. Lig zum Absteiger Mersin İdman Yurdu Da er kasachischer Staatsbürger ist, spielte er hier unter einem gesonderten Status und belegte somit keinen regulären Ausländerplatz. Hier saß Perić fast ausschließlich auf der Ersatzbank und absolvierte lediglich vier Ligaspiele. Sein Verein beendete die Saison als Playoff-Sieger der TFF 1. Lig, der 2. türkischen Division, und schaffte dadurch den direkten Wiederaufstieg in die Süper Lig. Bereits zum Saisonende verließ er Mersin İY und zog zum albanischen Klub FK Kukësi weiter. Die kanadische und die serbische Liga waren Perićs letzte Stationen.

## Erfolge
Mit Mersin İdman Yurdu
- Playoff-Sieger der TFF 1. Lig und Aufstieg in die Süper Lig: 2013/14